# Save Me (Queen)
Save Me is een single van de Engelse rockband Queen. Deze rockballade is geschreven door gitarist Brian May, die in dit nummer ook piano speelt. Het lied gaat over een goede vriend van Brian May waarvan de relatie voorbij was. Het nummer werd opgenomen in 1979 en op de markt gebracht in Engeland op 25 januari 1980, ongeveer zes maanden voor het uitkomen van het album The Game, waar het nummer op staat. Het nummer stond in totaal negen weken in zowel de Nederlandse Top 40 als de Nationale Hitparade.

## Hitnoteringen
| Save Me in de Nederlandse Top 40 - binnen: 9 februari 1980 | Save Me in de Nederlandse Top 40 - binnen: 9 februari 1980 | Save Me in de Nederlandse Top 40 - binnen: 9 februari 1980 | Save Me in de Nederlandse Top 40 - binnen: 9 februari 1980 | Save Me in de Nederlandse Top 40 - binnen: 9 februari 1980 | Save Me in de Nederlandse Top 40 - binnen: 9 februari 1980 | Save Me in de Nederlandse Top 40 - binnen: 9 februari 1980 | Save Me in de Nederlandse Top 40 - binnen: 9 februari 1980 | Save Me in de Nederlandse Top 40 - binnen: 9 februari 1980 | Save Me in de Nederlandse Top 40 - binnen: 9 februari 1980 | Save Me in de Nederlandse Top 40 - binnen: 9 februari 1980 |
| Week                                                       | 1                                                          | 2                                                          | 3                                                          | 4                                                          | 5                                                          | 6                                                          | 7                                                          | 8                                                          | 9                                                          |                                                            |
| ---------------------------------------------------------- | ---------------------------------------------------------- | ---------------------------------------------------------- | ---------------------------------------------------------- | ---------------------------------------------------------- | ---------------------------------------------------------- | ---------------------------------------------------------- | ---------------------------------------------------------- | ---------------------------------------------------------- | ---------------------------------------------------------- | ---------------------------------------------------------- |
| Nummer                                                     | 25                                                         | 11                                                         | 8                                                          | 6                                                          | 5                                                          | 5                                                          | 14                                                         | 18                                                         | 40                                                         | Uit                                                        |

| Save Me in de Single Top 100 - binnen: 16 februari 1980 | Save Me in de Single Top 100 - binnen: 16 februari 1980 | Save Me in de Single Top 100 - binnen: 16 februari 1980 | Save Me in de Single Top 100 - binnen: 16 februari 1980 | Save Me in de Single Top 100 - binnen: 16 februari 1980 | Save Me in de Single Top 100 - binnen: 16 februari 1980 | Save Me in de Single Top 100 - binnen: 16 februari 1980 | Save Me in de Single Top 100 - binnen: 16 februari 1980 | Save Me in de Single Top 100 - binnen: 16 februari 1980 | Save Me in de Single Top 100 - binnen: 16 februari 1980 | Save Me in de Single Top 100 - binnen: 16 februari 1980 |
| Week                                                    | 1                                                       | 2                                                       | 3                                                       | 4                                                       | 5                                                       | 6                                                       | 7                                                       | 8                                                       | 9                                                       |                                                         |
| ------------------------------------------------------- | ------------------------------------------------------- | ------------------------------------------------------- | ------------------------------------------------------- | ------------------------------------------------------- | ------------------------------------------------------- | ------------------------------------------------------- | ------------------------------------------------------- | ------------------------------------------------------- | ------------------------------------------------------- | ------------------------------------------------------- |
| Nummer                                                  | 44                                                      | 12                                                      | 6                                                       | 13                                                      | 10                                                      | 33                                                      | 32                                                      | 38                                                      | 40                                                      | Uit                                                     |

### Radio 2 Top 2000
| Nummer met noteringen in de NPO Radio 2 Top 2000 | '19  | '20  | '21  | '22  | '23  | '24  |
| ------------------------------------------------ | ---- | ---- | ---- | ---- | ---- | ---- |
| Save Me                                          | 1067 | 1493 | 1644 | 1648 | 1742 | 1554 |

1. ↑  Een vetgedrukt getal geeft de hoogste notering aan.
2. ↑  2019 was het eerste jaar met een notering voor dit nummer.